# Czesław Wajcht
Czesław Wajcht (ur. 24 lipca 1900, zm. ?) – porucznik obserwator Wojska Polskiego, pływak, skoczek do wody.

## Życiorys
Po zakończeniu I wojny światowej został przyjęty do Wojska Polskiego. Został awansowany na stopień porucznika rezerwy lotnictwa ze starszeństwem z dniem 1 lipca 1923. W 1923 był oficerem rezerwowym 1 Pułku Lotniczego zatrzymanym w służbie czynnej. Podczas mistrzostw Polski w pływaniu 1923 w Krakowie (2 września 1923) reprezentując AZS Warszawa startował na dystansie 100 m stylem wygrywając bieg, lecz został zdyskwalifikowany za przeszkodzenie rywalom, zdobył srebrny medal w konkurencji skoków oraz zajął drużynowe piąte miejsce w sztafecie wraz z ekipą AZS. Następnie zweryfikowany w stopniu porucznika służby czynnej ze starszeństwem z dniem 1 sierpnia 1923. W 1924 i kolejnych latach 20. był oficerem Morskiego Dywizjonu Lotniczego w Pucku. W 1932 był ponownie oficerem 1 pułku lotniczego. W 1934 pozostawał w ewidencji Powiatowej Komendy Uzupełnień Warszawa Miasto III. Posiadał przydział do Oficerskiej Kadry Okręgowej Nr I. Był wówczas „przewidziany do użycia w czasie wojny”.

## Ordery i odznaczenia
- Krzyż Walecznych[9]
- Polowa Odznaka Obserwatora nr 55 – 11 listopada 1928 roku „za loty bojowe nad nieprzyjacielem w czasie wojny 1918-1920”[10][9]